# Arenys de Lledó (kommunhuvudort)
Arenys de Lledó / Arens de Lledó är en kommunhuvudort i Spanien. Den ligger i provinsen Provincia de Teruel och regionen Aragonien, i den östra delen av landet, 300 km öster om huvudstaden Madrid. Arenys de Lledó / Arens de Lledó ligger 378 meter över havet och antalet invånare är 224.
Terrängen runt Arenys de Lledó / Arens de Lledó är platt åt sydväst, men åt nordost är den kuperad. Runt Arenys de Lledó / Arens de Lledó är det glesbefolkat, med 10 invånare per kvadratkilometer. Närmaste större samhälle är Calaceite, 7,4 km väster om Arenys de Lledó / Arens de Lledó. 